# 龙斯豪森
龙斯豪森是德国黑森州的一个市镇。总面积37.65平方公里，总人口2377人，其中男性1191人，女性1186人（2011年12月31日），人口密度63人/平方公里。